# Eleuthère Irénée du Pont

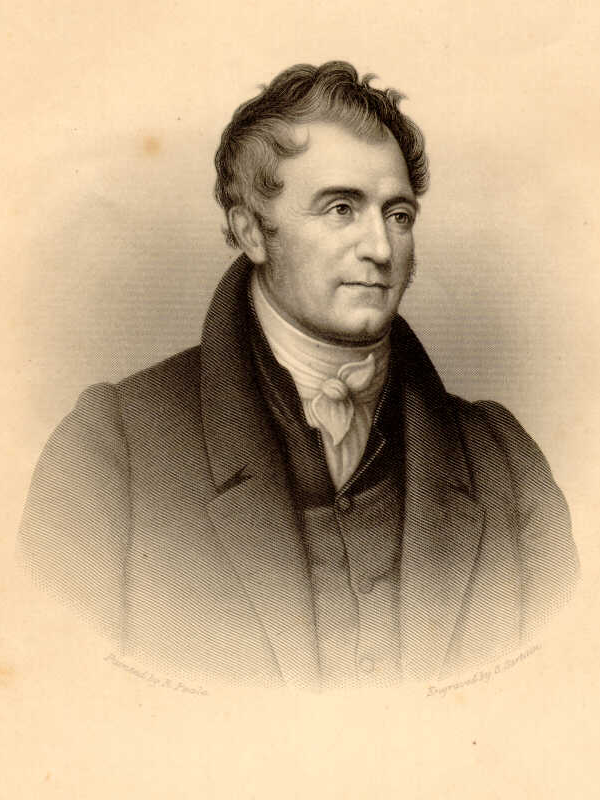
Porträt von Eleuthère Irénée du Pont de Nemours

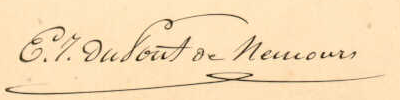
Unterschrift

Eleuthère Irénée du Pont de Nemours (* 24. Juni 1771 in Paris; † 31. Oktober 1834 in Eleutherian Mills bei Greenville) war ein französischer  Chemiker und ein in die Vereinigten Staaten ausgewanderter Firmengründer, der in Eleutherian Mills, in der Nähe von Greenville lebte.

## Leben und Wirken
Er war der Sohn von Pierre Samuel du Pont de Nemours und dessen erster Ehefrau, Nicole Charlotte Marie Louise Le Dée de Rencourt (1743–1784).  Beide hatten noch zwei weitere Söhne: Victor Marie du Pont de Nemours (1767–1827) und Paul Francois du Pont de Nemours (1769–1770).
Sein Vater war im Jahr 1784 durch König Ludwig XVI. in den Adelsstand erhoben worden. E.I. du Pont heiratete Sophie Madeleine Dalmas (1775–1828) am 26. November 1791. Aus dieser Ehe gingen acht Kinder hervor: Victorine Elizabeth du Pont, Lucille du Pont, Evelina Gabrielle du Pont, Alfred V. du Pont, Eleuthera du Pont, Sophie Madeleine du Pont, Henry du Pont und Alexis Irénée du Pont. Seine Söhne, Alfred V. du Pont (1798–1856) und Henry du Pont (1812–1889), übernahmen, unterstützt vom Schwiegersohn, Antoine Bidermann (1790–1865), die Leitung seines Unternehmens nach seinem Tod.
Ein Nachkomme seines älteren Bruders Victor Marie du Pont de Nemours (1767–1827) und dessen Gattin Gabrielle Joséphine de la Fite de Pelleport (1770–1837) war der US-amerikanische Marineoffizier Samuel Francis Du Pont.

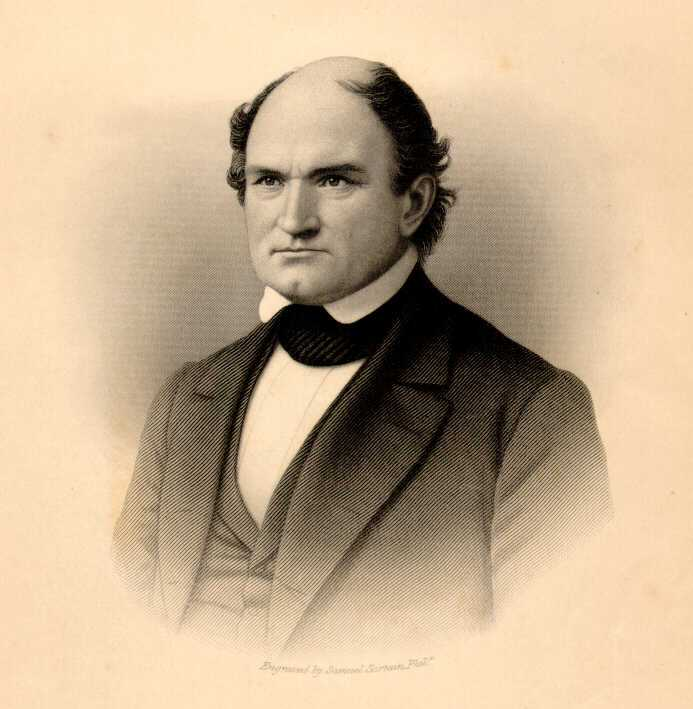
Porträt des Sohnes Alfred Victor Philadelphe du Pont (1798–1856)

Mit Antoine Laurent de Lavoisier  studierte er die Herstellung von Schießpulver. Du Pont war für Antoine Lavoisier im Arsenal in Paris, gegenüber der Île Louviers gelegen, tätig. Er arbeitete auch an einer Schießpulver-Mühle in Corbeil-Essonnes und verwaltete eine Salpeter-Raffinerie.

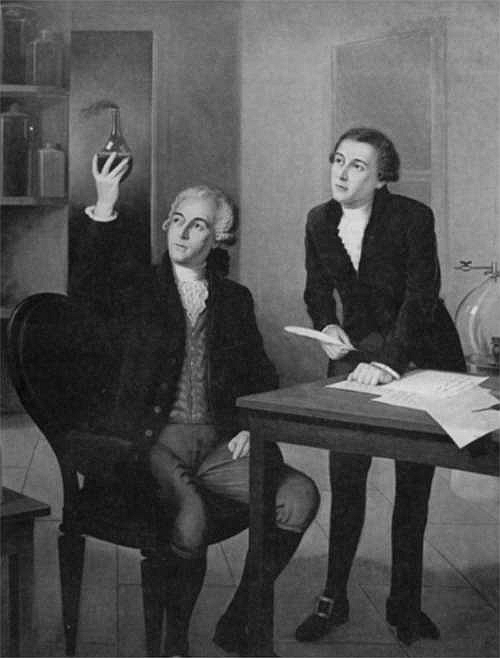
Eleuthère Irénée du Pont (1771–1834) und Antoine Laurent de Lavoisier (1743–1794) bei der Laborarbeit

Wie sein Vater, Pierre Samuel du Pont de Nemours, war er zunächst ein Anhänger der Ideen der französischen Revolution. Er gründete am 13. September 1792 eine Druckerei und erhielt durch Pierre Didot (1760–1853) und die Nationalversammlung, Assemblée nationale, den Auftrag die Assignaten zu drucken.

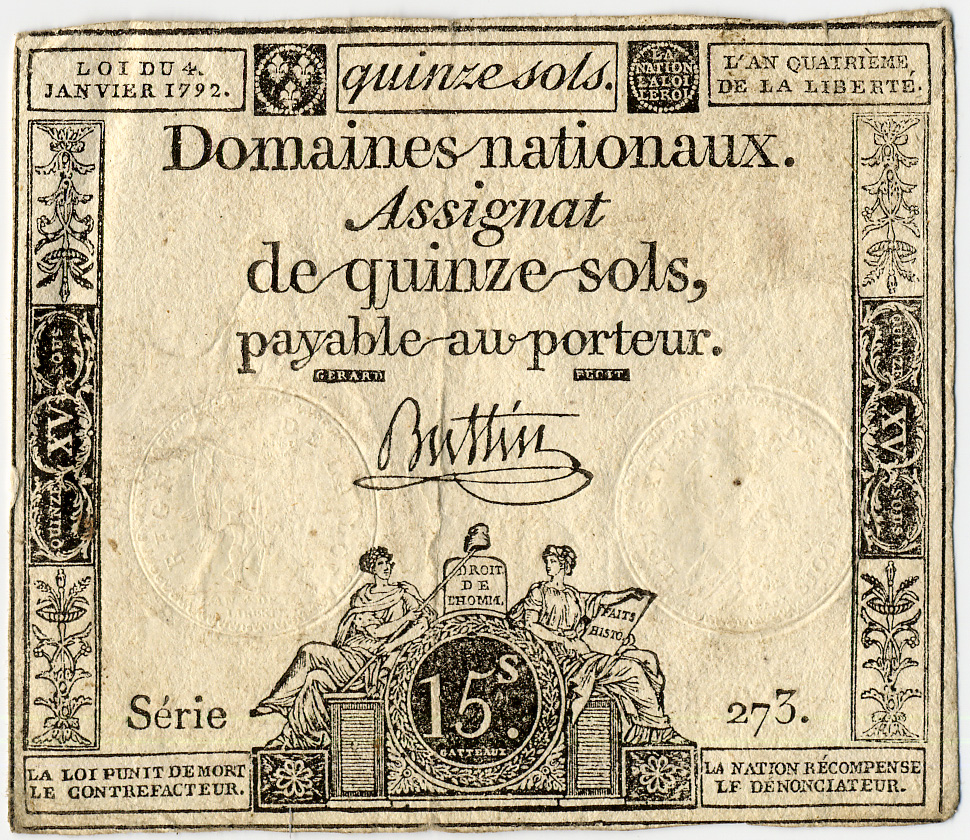
Assignat über 15 sols von 1792

Im November 1792 gründete er die Zeitschrift Le Républicain universal, später als Le Républicain français herausgegeben. Ab Mai 1793 war er für Lavoisier und seine Académie des sciences tätig. Nach dem Staatsstreich des 9. Thermidor des Jahres II, le coup d’État du 9 thermidor (27. Juli 1794), arbeitete er mit dem Anwalt und Journalisten Étienne Mejan (1766–1846) zusammen am Journal L’Historien.
Mitglieder der Familie du Pont de Nemours verteidigten König Ludwig XVI. und Marie Antoinette gegen die aufgebrachten Massen vor dem Palais des Tuileries in Paris während des Aufstands vom 10. August 1792.
Als der spätere Kaiser Napoleon Bonaparte im Jahr 1799 verstärkt politischen Einfluss gewann, ergriffen sowohl er als auch sein Vater Opposition gegen seine autokratische Herrschaft und wurden inhaftiert. Ihnen wurde die Freilassung in Aussicht gestellt, wenn sie Frankreich verlassen würden. Die gesamte Familie verließ Frankreich und wanderte im Jahre 1799 in die Vereinigten Staaten aus.
Am 1. Januar 1800 landeten er und seine Familie zusammen mit der seines Vaters und der Familie seines Bruders auf Rhode Island, und so wird dieses Datum auch noch von den Nachkommen als Jahrestag der Ankunft der Familie du Pont in Amerika gefeiert. Du Pont kehrte nur noch einmal nach Frankreich zurück. Im Jahre 1801 beschaffte er dort zusätzliches Kapital und die neueste Ausrüstung zur Pulver-Herstellung.
Seine Kenntnisse und Fertigkeiten im Umgang mit der Schießpulverproduktion ermöglichten ihm und seiner Familie die Mängel des amerikanischen Schießpulvers durch eine eigene Produktion zu nutzen. Seine Erfahrungen in der Schießpulverfertigung führten letztlich zur Gründung seiner Firma Du Pont de Nemours Vater, Sohn und Co. am 21. April 1801 in Paris mit einem Büro in New York und einem Startkapital von 12 Aktien zu 2000 Dollar. Später wurde das Kapital auf 36 000 Dollar in Form von 18 Aktien aufgestockt. Im Jahre 1802 wurde ein Geschäft, die Eleutherian Mills, am Brandywine Creek in Delaware gegründet und am 19. Juli 1802 wurde mit dem Bau der ersten Pulvermühle am Brandywine River begonnen.
Am 3. November 1803 wurde er in die Vereinigten Staaten von Amerika eingebürgert.
Die ersten Verkäufe des Schwarzpulvers begannen am 16. Mai 1804. Thomas Jefferson selbst bestätigte in einem Schreiben vom 23. November 1804, dass Armee und Marine sein Pulver verwenden werden. Ein Patent auf die Produktionsmaschine wird am 27. November 1804 eingereicht.
Du Pont de Nemours engagierte sich stark im Bereich der allgemeinen Wohlfahrt, unterstützte so etwa die Armenfürsorge, Hilfe für Blinde und setzte sich für öffentliche, kostenlose Bildungsinstitutionen ein. Zeitweise war er in der Funktion eines Bankdirektors der Farmers Bank of the State of Delaware und der Second Bank of the United States tätig.
Am 31. Oktober 1834 verstarb er in Philadelphia, wahrscheinlich in der Folge eines Herzversagens. Er wurde auf dem Familien-Friedhof am Brandywine River bestattet.

## Werke (Auswahl)
- Notes on powder making, gunpowder mills and saltpeter (1788)